# Paepalanthus leiothricoides
Paepalanthus leiothricoides är en gräsväxtart som beskrevs av Silveira. Paepalanthus leiothricoides ingår i släktet Paepalanthus och familjen Eriocaulaceae. Inga underarter finns listade i Catalogue of Life.